# Nachtjagdgeschwader 7
Das Nachtjagdgeschwader 7 war ein Geschwader der Luftwaffe im Zweiten Weltkrieg, das primär für die Nachtjagd aufgestellt und eingesetzt wurde. Trotz der offiziellen Bezeichnung als Geschwader kam das NJG 7 nie über Gruppenstärke hinaus.

## Einsätze
Ursprünglich wurde aus der III. Gruppe des Kampfgeschwaders 3 Anfang 1944 in Münster die dem Kampfgeschwader 7 zugeordnete Beleuchtergruppe I./KG 7 gebildet. Diese Gruppe fungierte im Rahmen des Wilde-Sau-Nachtjagdverfahrens als „Markierungsgruppe“. Sie führte die deutschen Nachtjäger an die einfliegenden Bomberpulks heran. Im Sommer 1944 wurde die I./KG 7 in die I. Gruppe des Nachtjagdgeschwaders 7 umbenannt. Stationierungsorte waren dabei Kastrup und Værløse. Im Oktober 1944 wurde die I. Gruppe des NJG 7 als IV. Gruppe in das Nachtjagdgeschwader 2 überführt. Anschließend erfolgten dort bis Februar 1945 unter dieser Bezeichnung ihre Einsätze. Ihre 4. Staffel, die als Ergänzungstaffel in Brieg lag, ging im November 1944 als neue Stabsstaffel zum NJG 3. Am 23. Februar 1945 schied die IV. Gruppe aus dem NJG 2 mit der neuen Bezeichnung Nachtschlachtgruppe 30 (NSG 30) aus. Unterstellt war das NJG 7 der Luftflotte 3 und einsatzmäßig der 3. Jagddivision.
Weitere Informationen über Gliederung und Geschwaderkommodore sind nicht bekannt.